# Žeravna
Žeravna (bulharsky Жеравна) je obec v jihovýchodním Bulharsku, v obštině Kotel ve Slivenské oblasti. V roce 1964 byla Žeravna vyhlášena národní architektonickou rezervací.

## Historie
Jak ukazují nálezy mincí, původ obce se datuje do 2. až 3. století, kdy se zde usadili Thrákové. Žeravna patřila jak k První bulharské říši, tak k Druhé bulharské říši, kde ležela na křižovatce dvou důležitých obchodních cest. V jeho bezprostřední blízkosti se nacházejí pozůstatky pravoslavných klášterů z 12., 13. a 14. století, které byly zničeny za osmanské nadvlády. V této době měla obec výsadní postavení jako „svobodné město“, což vysvětluje zachování její etnické a náboženské homogenity a vznik její prosperity. Díky své poloze na křižovatce různých cest se Žeravna vyvinula v důležité centrum raného obrozeneckého hnutí.

## Osobnosti
- Vasil Stojanov (1839–1910), bulharský revolucionář, filolog a pedagog
- Jordan Jovkov (1880–1937), bulharský spisovatel a dramatik